# Onze-Lieve-Vrouw-Onbevlekt-Ontvangenkerk (Gompel)

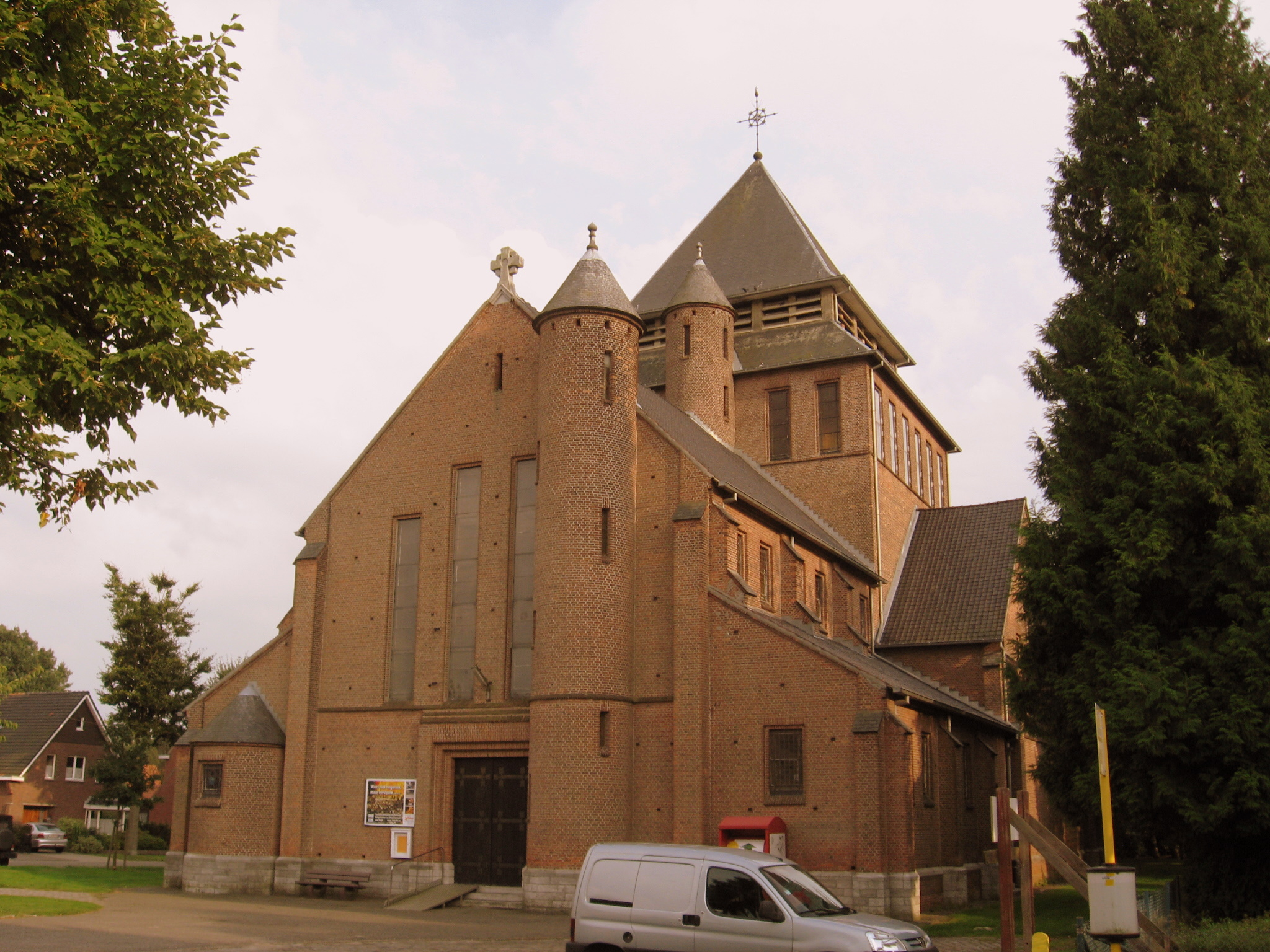
Onze-Lieve-Vrouw-Onbevlekt-Ontvangenkerk

De Onze-Lieve-Vrouw-Onbevlekt-Ontvangenkerk is de parochiekerk van de tot de Antwerpse gemeente Mol behorende plaats Gompel, gelegen aan de Onze-Lieve-Vrouwstraat.

## Geschiedenis
In 1928 werd te Gompel een kapelanie opgericht, van 1928-1929 werd een kerk gebouwd naar ontwerp van Frans Vandendael en in 1930 werd de parochie van Gompel gesticht.
De kerk lag aanvankelijk geïsoleerd ten westen van het Kanaal Dessel-Kwaadmechelen, terwijl de fabriek op de oostoever lag. Pas na 1945 werd er een woonwijk bij de kerk gebouwd.

## Gebouw
Het betreft een naar het zuiden georiënteerde bakstenen kruisbasiliek welke neoromaanse stijlelementen bevat. De kerk heeft een pseudotransept en een halfrond afgesloten koor.
De kerk heeft een zware vieringtoren onder tentdak en de voorgevel wordt geflankeerd door een rond traptorentje.
Het kerkmeubilair werd deels ontworpen door de architect van de kerk.